# Miniatura persa

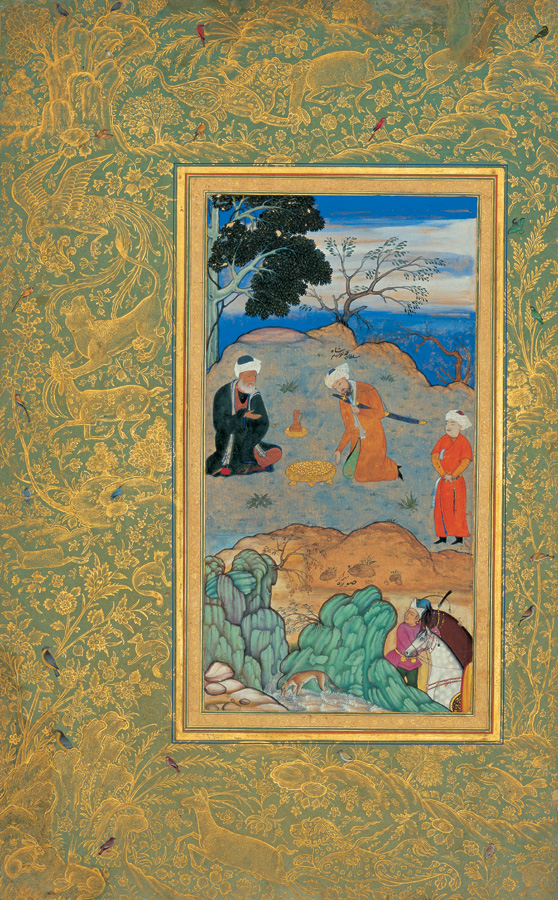
Advice of the Ascetic (c. 1500-1550) de Behzad. Tal como nos manuscritos equivalentes da cultura ocidental, as margens são decoradas, sendo elas parte integrante da obra de arte.

Uma Miniatura persa  (em Persa:نگارگری ایرانی), ou iluminura persa, é uma pequena pintura em papel, seja uma ilustração de livro ou uma obra de arte separada destinada a ser mantida em um álbum de obras chamadas muraqqa. As técnicas são amplamente comparáveis às tradições ocidentais e bizantinas das miniaturas em manuscritos iluminados. Embora exista uma tradição persa igualmente bem estabelecida de pintura de parede, a taxa de sobrevivência e o estado de preservação das miniaturas são melhores, e as miniaturas são também a forma mais conhecida da pintura persa no Ocidente e muitos dos exemplos mais importantes estão em museus ocidentais ou turcos. A pintura em miniatura tornou-se um género significativo na arte persa do século XIII, recebendo influência chinesa após as conquistas mongóis, e o ponto mais alto da tradição foi alcançado nos séculos 15 e 16. A tradição continuou, sob alguma influência ocidental, depois disso, e tem muitos expoentes modernos. A miniatura persa foi a influência dominante em outras tradições da miniatura islâmica, principalmente a miniatura otomana na Turquia e a miniatura Mughal no subcontinente indiano.
A arte persa sob o Islão nunca proibiu completamente a figura humana e, na tradição em miniatura, a representação de figuras, muitas vezes em grande número, é central. Isso foi em parte porque a miniatura é uma forma privada, mantida em um livro ou álbum e apenas mostrada àqueles que o proprietário escolhe. Por conseguinte, era possível ser mais livre do que em pinturas de parede ou outras obras vistas por um público mais amplo. O Alcorão e outras obras puramente religiosas não são conhecidas como ilustradas desta forma, embora histórias e outras obras da literatura possam incluir cenas religiosamente relacionadas, incluindo aquelas que descrevem o Profeta Muhammed, depois de 1500, geralmente sem mostrar o rosto.
Assim como as cenas figurativas em miniaturas, nas quais este artigo se concentra, houve um estilo paralelo de decoração decorativa não figurativa que foi encontrada em bordas e painéis em páginas em miniatura e espaços no início ou no final de uma obra ou secção, e muitas vezes em páginas inteiras actuando como frontispícios. Na arte islâmica, isso é referido como "iluminação", e os manuscritos do Alcorão e outros livros religiosos geralmente incluíam um número considerável de páginas iluminadas.  Os projectos reflectiram o trabalho contemporâneo em outros meios de comunicação, em períodos posteriores, especialmente perto de capas de livros e tapetes persas, e pensa-se que muitos projectos de tapete foram criados por artistas e enviados para as oficinas nas províncias.
Em períodos posteriores, as miniaturas foram cada vez mais criadas como trabalhos únicos para serem incluídos em álbuns chamados muraqqa, em vez de livros ilustrados. Isso permitiu aos coleccionadores oferecer uma amostra representativa de trabalhos de diferentes estilos e períodos.

## Influencia Chinesa

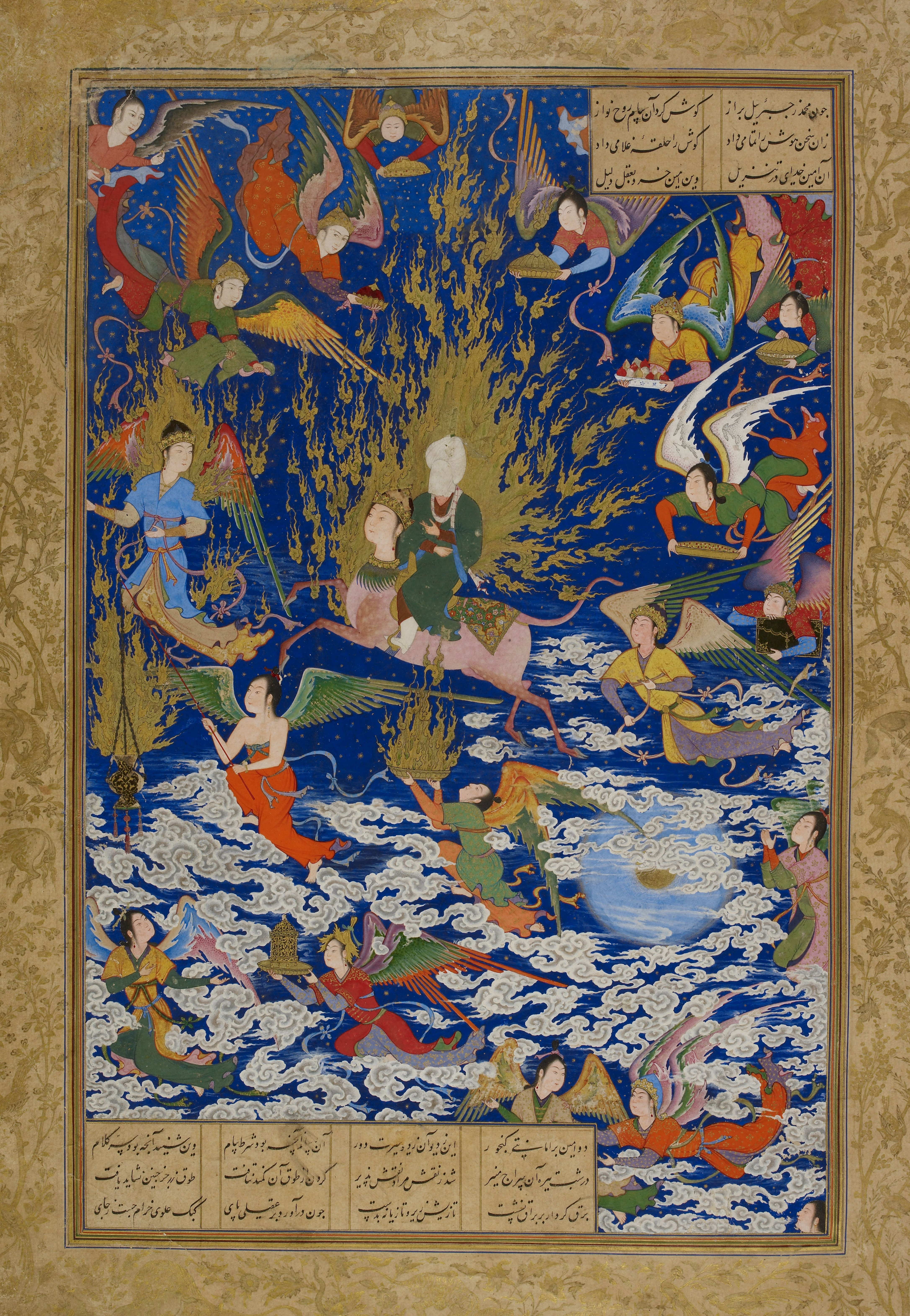
Mi'raj do Profeta, pelo Sultão Muhammad, uma obra que mostra anjos e nuvens influenciadas pela arte chinesa, 1539-43.

Antes da introdução da influência chinesa, as figuras estavam ligadas à linha do solo e incluíam "fundos de cor sólida", ou em "clara conformidade com as tradições artísticas indígenas". No entanto, uma vez influenciado pelos chineses, os pintores persas ganharam muito mais liberdade através das tradições chinesas de "espaço irrestrito e planos infinitos". Grande parte da influência chinesa na arte persa é provavelmente indirecta, transmitida através da Ásia Central. Parece que não há miniaturas persas que são claramente o trabalho de um artista chinês ou treinado na própria China. A tradição de pintura chinesa mais prestigiada, de pintura de paisagem literária em pergaminhos, tem pouca influência; Em vez disso, os paralelos mais próximos são com pinturas de parede e motivos como nuvens e dragões encontrados em cerâmica chinesa, têxteis e outras artes decorativas. O formato e a composição da miniatura persa receberam forte influência das pinturas chinesas.
Os governantes Ilkhanid não se converteram ao Islão por várias décadas, enquanto permaneciam budistas tântricos ou cristãos (geralmente os nestorianos ). Embora já haja poucos vestígios, as imagens budistas e cristãs provavelmente foram facilmente acessíveis aos artistas persas nesse período. Especialmente em Ilkhanid e Timurid Mongol - miniaturas mitológicas persas, bestas míticas foram retratadas em um estilo próximo ao chinês qilin, fenghuang (fénix), bixie e dragão chinês, embora eles tenham um carácter muito mais agressivo na arte islâmica, e muitas vezes são vistos lutando uns contra os outros ou contra bestas naturais.

## Outras obras
- Grabar, Oleg, Mostly Miniatures: An Introduction to Persian Painting, 2001, Princeton University Press, ISBN 0-691-04999-8, ISBN 978-0-691-04999-1
- Hillenbrand, Robert. Shahnama: the visual language of the Persian book of kings, Ashgate Publishing, 2004, ISBN 0-7546-3367-5, ISBN 978-0-7546-3367-9
- Robinson, B. W., Islamic painting and the arts of the book, London, Faber and Faber, 1976
- Robinson, B. W., Persian paintings in the India Office Library, a descriptive catalogue, London, Sotheby Parke Bernet, 1976
- Schmitz, Barbara, and Desai, Ziyaud-Din A. Mughal and Persian paintings and illustrated manuscripts in the Raza Library, Rampur, 2006, Indira Gandhi National Centre for the Arts, ISBN 81-7305-278-6
- "Iranica", Welch, Stuart Cary, and others, Art in Iran:vii. Islamic pre-Safavid, ix. Safavid to Qajar Periods, in Encyclopædia Iranica (online, accessed January 27, 2011)
- Swietochowski, Marie Lukens; Babaie, Sussan (1989). Persian drawings in the Metropolitan Museum of Art. New York: The Metropolitan Museum of Art. ISBN 0870995642
- Welch, S.C. (1972). A king's book of kings: the Shah-nameh of Shah Tahmasp. New York: The Metropolitan Museum of Art. ISBN 9780870990281
- Swietochowski, Marie; Carboni, Stefano (1994). Illustrated poetry and epic images : Persian painting of the 1330s and 1340s. New York: The Metropolitan Museum of Art